# 章梫

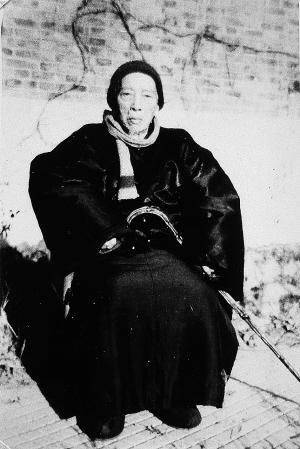

章梫（1861年—1949年），名正耀，字立光，号一山，浙江省宁海县海游镇（今属三门县）人。清朝及中华民国政治人物、教育家。

## 生平
清朝光绪二十九年（1903年）章梫发起兴办了海游小学堂，成为宁海县、临海县兴办学堂的开始。光绪三十年（1904年），章梫中进士，改翰林院庶吉士，未經散館，以辦理學務授官檢討。历任京师大学堂译学馆提调、监督，国史馆协修、纂修、功臣馆总纂，清朝邮传部传习所监督。
中華民國成立後，章梫任交通部传习所监督、北京女子师范学校校长等職。先后在青岛、上海等地的大学任教、编著书籍、开展研究。民國三年（1914年），辑成《德宗实录》，返回上海，后应聘到青岛孔德大学任教。第一次世界大战期间，日军占领青岛，章梫迁居上海，被张元济聘为商务印书馆编辑。浙江省续修《浙江通志》，总纂沈曾植聘章梫为编辑，王国维、章广轩协同修纂。几年后，续修《浙江通志》接近完稿，但因政局混乱而未能出版。后来，章梫任教于仓圣明智大学，主讲文史，王国维也曾在该校任教。
民國十三年（1924年）10月，冯玉祥发动北京政变，溥仪被冯玉祥部的鹿钟麟驱逐出紫禁城。三年后，王国维投颐和园昆明湖自尽，章梫闻讯十分悲痛，幾欲投故宫後門御河自尽，经亲友劝说而作罢。民国十八年（1929年），台州六县遭遇严重旱灾，章梫和在上海的台山籍人士78人成立了“台灾急赈会”，为灾区捐款捐物。
民國二十六年（1937年）七七事变後，日军占领北平、天津。章梫寓居上海租界内，醉心佛老，吟诗作书。章梫工草书，书法作品在东南亚富盛名。晚年，在作品中常钤“甲辰翰林”、“学部左丞”、“赐书室”、“独抱冬心”等闲印，以示缅怀清朝之心。
民國三十八年（1949年），章梫逝世。

## 著作
- 《康熙政要》
- 《旅纶金鉴》
- 《一山文存》
- 《一山息吟诗集》
- 《王（舟瑶）章（一山）诗存合刻》
- 翻译日文《教授学管理法纲要》
- 校订辑刊《逊志斋集》[1]